# Pleurotomella anomalapex
Pleurotomella anomalapex é uma espécie de gastrópode do gênero Pleurotomella, pertencente a família Raphitomidae.